# 胡宏敏
胡宏敏（1935年—），男，上海人，中华人民共和国工程师，中国第一汽车集团技术中心研究员级高级工程师，曾任中国民主建国会吉林省委员会副主任委员，吉林省人民政府参事，第七、八、九届全国政协委员。